# Хрвое Вукчич Хорватинич
Хрвое Вукчич Хорватинич (сербохорв. Hrvoje Vukčić Hrvatinić; ок. 1350 — 1416) — боснийский властелин из рода Хорватиничей. Носил титул герцога Сплита, великого воеводы Боснии и князя Нижних краёв.

## Биография

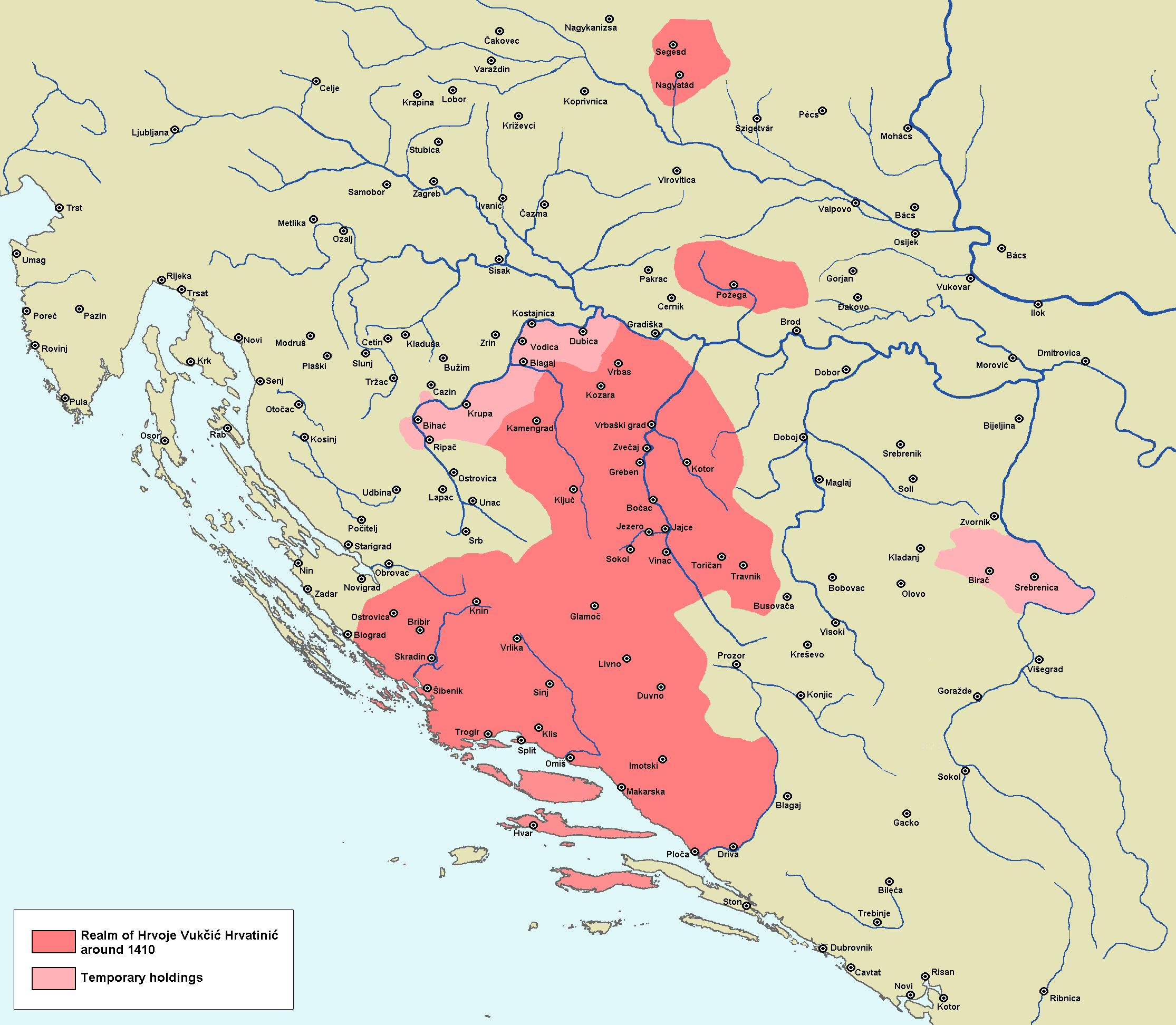
Владения Хрвои

Хрвое был старшим сыном боснийского феодала Вукца из рода Хорватиничей. Как князь и рыцарь венгерского короля Людовика I впервые упоминается в 1376 году. В 1380 году от боснийского короля Твртка I получил земли в жупе Лашва и титул великого воеводы. После смерти Людовика I принял участие в династических спорах за венгерский престол между Сигизмундом и Владиславом. На выборах короля Боснии 1398 года оказал влияние в пользу Остои. Короновавшись в Задаре в 1403 году, Владислав Неаполитанский назвал Хрвоя герцогом Сплитским, даровал ему адриатические острова Корчулу, Хвар и Брач, и назначил его наместником Венгрии, Хорватии, Боснии и Далмации. Хрвое чеканил собственные деньги. Глаголический книжник Бутко составил для Хрвоя Хрвоев миссал, а последователь Боснийской церкви по имени Хвал написал кириллический «Хвалов сборник». Находясь во враждебных отношениях с королём Остоей, Хрвое повлиял на смещение его с престола и приведение к власти нового короля Твртка II. После вторжения венгерского войска в Боснию в 1408 году Хрвое занял сторону венгров. После чего потерял влияние, потерял острова в Адриатическом море и жупу Сана. Хрвое искал помощи у турок и боснийских феодалов. В сражении 1415 года у Лашвы венгерское войско потерпело поражение. Умер в 1416 году.
Наряду с хумским воеводой Сандалем Храничем (ум. 1435) был одним из самых могущественных феодалов в истории средневековой Боснии. Дубровник даже подарил Хрвою дворец в городе. Почти всю свою жизнь воевода был приверженцем Боснийской церкви.